# Rubén Suárez Estrada
Rubén Suárez Estrada (Gijón, Astúries, 19 de febrer de 1979), és un futbolista asturià format al planter del Real Sporting de Gijón. Juga de mitjapunta al CE Castelló.

## Carrera esportiva
Nascut a Gijón, Astúries, i producte del planter del Real Sporting de Gijón, Mareo, Suárez va jugar sis temporades amb el primer equip a Segona divisió. Després va ser fitxat per l'Elx Club de Futbol, de la mateixa categoria, on jugaria quatre anys més.
El juliol de 2008, Suárez va unir-se al Llevant Unió Esportiva, aleshores també en segona divisió. Durant la seua primera temporada a l'equip granota, va ser el màxim golejador del club amb 11 gols, principalment a causa de la lesió de peroné que va mantenir allunyat dels terrenys de joc a Alexandre Geijo.
A la temporada 2009-10, Suárez tornà a fer uns grans números jugant 39 partits i marcant 13 gols, mentre l'equip valencià retornava a Primera divisió després d'una absència de dos anys.
El 28 d'agost de 2010, a l'edat de 31 anys, sis mesos i nou dies, va fer el seu debut en la primera divisió, marcant el primer gol al partit a casa contra el Sevilla FC, amb un gol de penal a un partit que acabà en derrota llevantinista per 1-4.
El Llevant no va començar massa bé la temporada i concretament ell deixà de ser titular a l'equip. A la segona volta, l'equip granota reaccionaria i Rubén aconsegueix acabar la temporada marcant un total de 5 gols en 26 partits, sent així el tercer màxim golejador de l'equip durant la temporada, a més va formar part d'una temporada històrica del Llevant UE en Primera divisió en la qual assoleix diversos rècords personals.
A la temporada 2011-12, el Llevant fa la millor temporada de la seua història, i es classifica per a Europa League. En acabar el seu contracte, Rubén fitxa pel Guizhou Renhe FC de la Xina, equip on jugaria fins al final de l'any 2012. En gener de 2013, fitxaria per la UD Almeria de Segona Divisió.

## Internacional
Suárez va jugar tots els partits amb Espanya al Mundial juvenil de la FIFA de 1999 de Nigèria, marcant un gol en una victòria per 3-1 contra Hondures en un partit de fase de grups. Va ser l'únic partit on no va eixir des de la banqueta. Espanya acabaria guanyant eixe torneig.
Aquell mateix any va ser seleccions per a la selecció sub-21.

## Personal
El pare de Suárez, Secundino Suárez Vázquez, també conegut com a Cundi, era també futbolista. Jugava de defensa, i va jugar quinze temporades (catorze a primera divisió) amb l'Sporting de Gijón. També va ser internacional amb la selecció espanyola de futbol.

## Historial

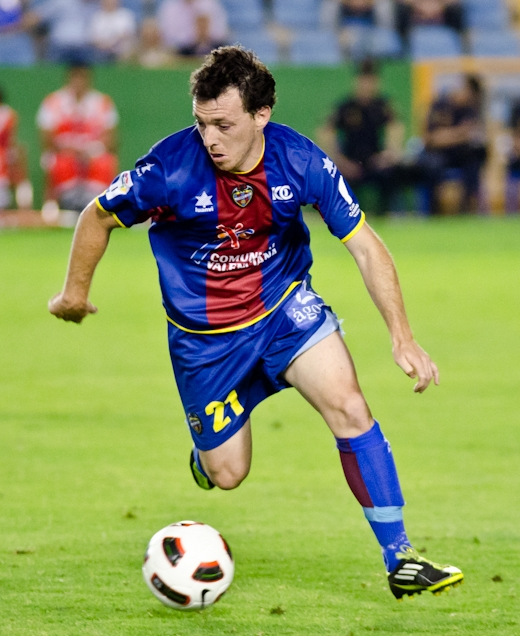
Rubén, amb la samarreta del Llevant la temporada 2010-11.

| Club                     | País          | Divisió          | Temporada  | Partits | Gols |
| ------------------------ | ------------- | ---------------- | ---------- | ------- | ---- |
| Real Sporting de Gijón B | Espanya       | Segona Divisió B | 1998- 1999 | 6       | 2    |
| Real Sporting de Gijón   | Espanya       | Segona Divisió   | 1998- 1999 | 26      | 1    |
| Real Sporting de Gijón B | Espanya       | Segona Divisió B | 1998- 1999 | 29      | 9    |
| Real Sporting de Gijón   | Espanya       | Segona Divisió   | 1999- 2000 | 5       | 2    |
| Real Sporting de Gijón   | Espanya       | Segona Divisió   | 2000- 2001 | 18      | 0    |
| Real Sporting de Gijón B | Espanya       | Segona Divisió B | 2001- 2002 | 12      | 5    |
| Real Sporting de Gijón   | Espanya       | Segona Divisió   | 2002- 2003 | 26      | 2    |
| Real Sporting de Gijón   | Espanya       | Segona Divisió   | 2003- 2004 | 29      | 6    |
| Elx CF                   | País Valencià | Segona Divisió   | 2004- 2005 | 36      | 5    |
| Elx CF                   | País Valencià | Segona Divisió   | 2005- 2006 | 23      | 5    |
| Elx CF                   | País Valencià | Segona Divisió   | 2006- 2007 | 26      | 1    |
| Elx CF                   | País Valencià | Segona Divisió   | 2007- 2008 | 26      | 2    |
| Llevant UE               | País Valencià | Segona Divisió   | 2008- 2009 | 29      | 11   |
| Llevant UE               | País Valencià | Segona Divisió   | 2009- 2010 | 39      | 13   |
| Llevant UE               | País Valencià | Primera Divisió  | 2010- 2011 | 26      | 5    |